# Hamamatsu Arena

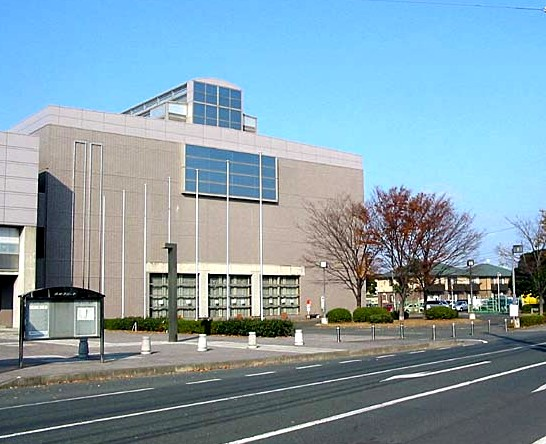
Imagem externa da Hamamatsu Arena.

Hamamatsu Arena é uma arena em Hamamatsu, Japão.